# Tối hậu thư của Bourne
Tối hậu thư của Bourne (tên gốc tiếng Anh: The Bourne Ultimatum) là phim điện ảnh hành động hồi hộp năm 2007 của Mỹ do Paul Greengrass đạo diễn dựa trên cuốn tiểu thuyết gốc The Bourne Ultimatum của nhà văn Robert Ludlum. Phần kịch bản do Tony Gilroy, Scott Z. Burns và George Nolfi đảm nhiệm, dựa trên cốt truyện của cuốn sách. Tối hậu thư của Bourne là phần phim thứ ba của loạt phim Bourne, và là phần tiếp theo của The Bourne Identity (2002) và The Bourne Supremacy (2004) đồng thời cũng là phần cuối cùng trong trilogy hay nhất của loạt phim. Phần phim thứ tư với tựa đề The Bourne Legacy được công chiếu vào tháng 8 năm 2012, là phần ngoại truyện của Bourne nhưng lấy thời gian song song với phần 3 của loạt phim. Phần phim thứ năm mang tên Siêu điệp viên Jason Bourne được công chiếu vào tháng 7 năm 2016.
Matt Damon tiếp tục trở lại với vai diễn nhân vật chính là cựu sát thủ bị mất trí nhớ của CIA Jason Bourne. Phim bắt đầu bằng đoạn tiếp theo của phần trước, khi Bourne đang chạy trốn khỏi sự truy bắt của cảnh sát tại Moskva, Nga. Nhà sản xuất là Frank Marshall, Pat Crowley và Paul L. Sandberg.
Tối hậu thư của Bourne do hãng Universal Pictures sản xuất và phát hành vào 3 tháng 8 năm 2007, và đạt doanh thu 442 triệu USD toàn cầu, đồng thời cũng là phim điện ảnh có doanh thu cao nhất của Matt Damon mà anh vào vai chính. Mặc dù cả ba phần phim đầu đều đạt doanh thu cao và nhận được nhiều lời khen ngợi, nhưng Tối hậu thư của Bourne là phim duy nhất được đề cử và chiến thắng ở cả ba hạng mục là Dựng phim xuất sắc nhất, Hòa âm hay nhất và Biên tập âm thanh xuất sắc nhất trong lễ trao giải lần thứ 80 của giải Oscar.

## Nội dung
Cựu đặc vụ ngầm của CIA, Jason Bourne (Matt Damon), trốn chạy khỏi sự truy bắt của lực lượng cảnh sát Moskva sau vụ bắn nhau với đặc vụ Kirill của FSB (trong phần trước của phim là The Bourne Supremacy). Sáu tuần sau, phóng viên của tuần báo Guardian Simon Ross (Paddy Considine) gặp gỡ nguồn tin để thảo luận về Bourne và chiến dịch Treadstone. Cơ quan CIA bắt đầu theo dõi Ross khi anh để lộ mật tín về Chiến dịch Blackbriar khi đang nói chuyện điện thoại. Bourne đến Paris để thông báo cho anh của Marie (Daniel Brühl) về cái chết của cô và anh hứa sẽ tìm cho ra thủ phạm của vụ này. Tại Luân Đôn, Bourne gặp Ross để điều tra về Treadstone, khi anh nhận ra CIA đang theo dõi Ross, anh đã giúp Ross thoát khỏi cuộc truy bắt, nhưng Ross không nghe lời của Bourne và bị sát thủ của ‘’Chiến dịch Blackbriar’’ Paz (Édgar Ramírez) do Trưởng chiến dịch Noah Vosen (David Strahairn) ra lệnh bắn chết tại ga Waterloo Station.
Giám đốc CIA Ezra Kramer (Scott Glenn) yêu cầu Pamela Landy (Joan Allen), người đã thành côn trong việc truy lùng Bourne 6 tuần trước tham gia vào chiến dịch của Vosen để bắt Bourne. Sau khi đọc lại tài liệu của Ross, họ phát hiện ra nguồn thông tin của anh chính là Neal Daniels (Colin Stinton), trưởng chi nhánh CIA ở Madrid và cũng là thành viên của ‘’Chiến dịch Treadstone’’ và ‘’Blackbriar’’. Bourne dựa trên tài liệu của Ross cũng tìm đến Madrid nhưng không thấy Daniels. Nhưng anh lại gặp Nicky Parsons (Julia Stiles), cựu chuyên viên kỹ thuật của ‘’Treadstone’’ sau khi anh hạ được hai mật vụ do Vosen và Landy gửi đến. Cô quyết định giúp đỡ Bourne thoát khỏi đội mật vụ đang đến bắt anh và chỉ cho anh chỗ của Daniels ở Tangier, Maroc. Cô cũng gợi ý cho Bourne về mối quan hệ tình cảm của họ trước khi Bourne mất trí nhớ, nhưng anh không có chút cảm giác nào.
Sau khi đến Tangier, Parsons đột nhập vào cơ sở dữ liệu của CIA để định vị Daniels nhưng bất thành, Bourne kêu cô tìm hiểu để theo dấu của sát thủ Desh Bouksani (Joey Ansah) để tìm Daniels. Vosen biết được việc đột nhập của Nicky và ra lệnh cho Desh giết cô và Bourne sau khi hoàn thành Daniels, Landy không đồng ý với quyết định đó, bà đã gọi cho Kramer nhưng không được, và được biết Kramer dùng bà để làm con tốt cho vụ việc này. Bourne theo Desh tìm Daniels nhưng anh thất bại trong việc ngăn chặn Desh giết Daniesl. Desh bắt đầu đi tìm và tiêu diệt Parsons, nhưng Bourne đã giết được Desh trước khi hắn kịp làm gì cô. Sau khi tìm được địa chỉ của văn phòng mật CIA, Bourne lên đường đến New York để tìm Vosen.
Bourne đến New York và gọi cho Landy, Vosen biết được và nghe lén cuộc gọi này. Landy cảm ơn Bourne cho cuốn băng ghi âm mà anh đã đưa về vụ tham nhũng của trưởng chiến dịch ‘’Treadstones’’ Ward Abbott, bà đã cho Bourne biết tên thật của anh là David Webb và ngày sinh là 15 tháng 4 năm 1971. Bourne đã dụ Vosen ra khỏi văn phòng bằng cách hẹn Landy địa điểm khác. Sau khi biết được Bourne đang ở ngay New York, Vosen ra lệnh cho toàn đội theo dõi Landy do chính ông trực tiếp chỉ huy hiện trường. Bourne đã đột nhập vào trong văn phòng của Vosen và lấy hết toàn bộ tài liệu về Blackbriar. Sau khi biết vụ việc, Vosen ra lệnh toàn đội tìm và diệt Bourne ngay khi bắt được. Bourne có cuộc rượt đuổi tốc độ với Paz ngay giữa thành phố New York, kết quả là Bourne thoát được. Bourne chĩa súng thẳng vào Paz nhưng không giết anh và tiếp tục đi đến Trung tâm huấn luyện cũ ở 415 Đông đường 71 theo sự gợi nhớ mờ ảo trong đầu anh. Vosen nhận ra mật mã của Landy và gọi cho Tiến sĩ Albert Hirsch (Albert Finney), người sáng lập ra trường huấn luyện sát thủ với Bourne là người đầu tiên.
Landy gặp Bourne bên ngoài toà nhà và xác nhận với Bourne rằng bà tham gia CIA không phải để làm những chuyện như vậy, những chiến dịch ‘’Treadstone’’ và ‘’Blackbriar’’ không có sự tham gia của bà. Bourne đưa hết tập tài liệu của ‘’Blackbriar’’ cho Landy và đi vào bên trong. Landy đã gửi fax đến một cơ quan điều tra liên quan trước khi Vosen kịp trở tay. Bourne gặp Hirsch, và anh nhớ ra mọi thứ từ trước đến nay liên quan đến anh. Khi đội của Vosen đến thì anh đã chạy trốn lên mái nhà, tại đó anh có cuộc chạm mặt với Paz. Anh đã thuyết phục Paz rằng chiến dịch này là vô nghĩa và anh sẽ không có kết cục tốt. paz hạ vũ khí xuống để cho Jason nhảy xuống sông, nhưng Vosen kịp lên và bắn Bourne trước khi anh gieo mình xuống sông Đông.
Sau đó, Landy đã ra làm chứng tại phiên điều trần trước Nghị viện về sự sai trái của chiến dịch ‘’Blackbriar’’. Parsons xem tin tức trên truyền hình về vụ bắt giữ Hirsch và Vosen, cũng như điều tra hình sự về Kramer khi cho phép chiến dịch này, cũng như về tung tích của David Webb, được biết dưới tên Jason Bourne sau khi anh bị bắn và ngã xuống sông Đông. Nhưng sau 3 ngày tìm kiếm, họ vẫn không thấy xác của Bourne, Parsons mỉm cười vì cô biết Bourne đã thoát; ở cảnh cuối ta có thể thấy Bourne tỉnh dậy và bơi đi sau khi anh ngã.

## Diễn viên

Tài liệu Chiến dịch Blackbriar được Bourne lấy từ két sắt của Vosen

- Matt Damon trong vai Jason Bourne/David Webb, cựu thành viên của nhóm sát thủ thuộc chiến dịch Treadstone. Bourne đi tìm hiểu mình là ai và tại sao anh lại bị như vậy.
- Julia Stiles trong vai Nicky Parsons, cựu liên lạc của Bourne trong chiến dịch Treadstone ở Paris. Cô là nhân vật chính sau Bourne và Marie Kreutz.
- David Strathairn trong vai Noah Vosen, phó giám đốc CIA Deputy Director và là trưởng chiến dịch Blackbriar. Ông tin rằng Bourne là mối nguy hiểm đối với cục và cẩn phải bị loại bỏ.
- Joan Allen trong vai Pamela Landy, phó giám đốc CIA và Trưởng Lực lượng đặc nhiệm, được yêu cầu giúp đỡ Vosen tìm Bourne. Bà là nhân vật trung hòa và liêm khiết, sau cùng bà đã giúp đỡ Bourne tìm hiểu sự thật.
- Albert Finney trong vai Tiến sĩ Albert Hirsch
- Scott Glenn trong vai Ezra Kramer, Giám đốc CIA.
- Colin Stinton trong vai Neal Daniels, Trưởng chi nhánh CIA ở Madrid
- Joey Ansah trong vai Desh
- Edgar Ramirez trong vai Paz
- Tom Gallop trong vai Tom Cronin, trợ lý của Pamela Landy
- Corey Johnson trong vai Ray Wills, phó của Vosen trong chiến dịch Blackbriar
- Franka Potente (không tham gia) trong vai Marie Helena Kreutz, bạn gái bị giết của Bourne
- Daniel Brühl trong vai Martin Kreutz, em trai của Marie
- Scott Adkins trong vai đặc vụ Kiley
- Paddy Considine trong vai Simon Ross, phóng viên báo The Guardian

## Âm nhạc
Cũng như những phần trước, John Powell là người được chọn để soạn nhạc cho phim. Phiên bản mới của bài "Extreme Ways" do Moby sáng tác đã được ghi âm cho phần phim với tên gọi "Extreme Ways (Bourne's Ultimatum)".
Danh sách bài hát
1. "Six Weeks Ago" – (4:31)
2. "Tangiers" – (7:40)
3. "Thinking of Marie" – (3:51)
4. "Assets and Targets" – (7:18)
5. "Faces Without Names" – (3:31)
6. "Waterloo" – (10:38)
7. "Coming Home" – (3:19)
8. "Man Versus Man" – (5:46)
9. "Jason Is Reborn" – (4:04)
10. "Extreme Ways (Bourne's Ultimatum)" (trình bày bởi Moby) – (4:22)

## Nhìn nhận
The Bourne Ultimatum đạt doanh thu $69.3 triệu trong suốt tuần đầu công chiếu, một kỷ lục cho phim mở màn vào tháng 8 và $442.8 triệu trên toàn cầu vào ngày 14 tháng 12 năm 2007. Vào tháng 8 năm 2009, phim nhận được đề cử lên đến 93% cho danh hiệu "Certified Fresh" (208 phê bình tích cực trên 223 lời phê bình) ở trang Rotten Tomatoes, cao hơn bất kỳ phần trước nào của phim. Bộ phim được xếp hạng 85/100 trong trang Metacritic, cao hơn cả hai phần phim trước đó..

### Giải Academy Awards
Phim giành được giải tại 3 hạng mục được đề cử, giúp cho phim đạt được nhiều giải nhất tại lễ trao giải Academy Awards lần thứ 80 chỉ sau phim No Country for Old Men (phim):
- Christopher Rouse được nhận giải Biên tập phim hay nhất[16]
- Scott Millan, David Parker và Kirk Francis nhận được giải Âm thanh hay nhất[16]
- Karen M. Baker và Per Hallberg nhận giải Biên tập âm thanh hay nhất[16]

### Các giải khác
- Giải ITV3 Crime Thriller Award cho Phim của năm 2008[17]